# Кастањак
Кастањак (фр. Castagnac) је насељено место у Француској у региону Миди Пирене, у департману Горња Гарона.
По подацима из 2011. године у општини је живело 304 становника, а густина насељености је износила 28,23 становника/km².

## Демографија
| 1962. | 1968. | 1975. | 1982. | 1990. | 2011. |
| ----- | ----- | ----- | ----- | ----- | ----- |
| 300   | 264   | 212   | 188   | 161   | 304   |